# Unleashed (album de Bow Wow)
Pour les articles homonymes, voir Unleashed.
Albums de Bow Wow
Doggy Bag
(2001) Wanted
(2005)
Singles
1. Let's Get Down
Sortie : 2003
2. My Baby
Sortie : 2004

Unleashed est le troisième album studio de Bow Wow, sorti le 22 juillet 2003.
L'album s'est classé 3e au Billboard 200 et 4e au Top R&B/Hip-Hop Albums, et a été certifié disque d'or par la RIAA le 25 septembre 2003.

## Production
À la suite d'un changement de stratégie commerciale de la part de Jermaine Dupri mais également de la fin de la coentreprise entre So So Def et Columbia Records, lui et Bryan-Michael Cox, qui avaient produit ses deux premiers albums, sont totalement absents sur cet opus.
La plupart des textes sont écrits pour la première fois par Bow Wow lui-même ainsi que par T.I. et le rappeur R.O.C. lui aussi évincé de So So Def.
L'album comprend de nombreux featurings : Jagged Edge, Birdman, Mario et Amerie. Le premier single, Let's Get Down, en featuring avec Birdman de Cash Money Records, a atteint la 14e place du Billboard Hot 100 et la 6e place du Hot R&B/Hip-Hop Songs.

## Liste des titres
| No  | Titre                                    | Producteur(s)    | Durée |
| --- | ---------------------------------------- | ---------------- | ----- |
| 1.  | Get It Poppin'                           | Swizz Beatz      | 3:28  |
| 2.  | Let's Get Down (featuring Birdman)       | Jazze Pha        | 4:11  |
| 3.  | Eighteen                                 | Lil' Jon         | 4:50  |
| 4.  | Follow Me                                | Bink!            | 3:53  |
| 5.  | My Baby (featuring Jagged Edge)          | Bam, Ryan Bowser | 5:03  |
| 6.  | The Don, The Dutch                       | The Neptunes     | 3:57  |
| 7.  | The Movement                             | The Neptunes     | 3:56  |
| 8.  | I Can't Lose                             | Jazze Pha        | 4:02  |
| 9.  | Hey Little Momma (featuring Jagged Edge) | Jazze Pha        | 3:38  |
| 10. | I Got Ya'll                              | Bam, Ryan Bowser | 3:17  |
| 11. | I'll Move On (featuring Mario)           | The Neptunes     | 4:06  |
| 12. | To My Mama (featuring Amerie)            | Lil' Jon         | 5:17  |
| 13. | I'm Back                                 | LT Hutton        | 3:48  |